# Boel Harning
Boel Harning (født 1973 i Göteborg) er en dansk forfatter og blogger. 
Harning er en selverklæret ikke-poet, der beskriver sig selv som samfundsdebattør og til tider lyriker.

## Biografi
Boel Harning er datter af professor Kerstin Eksell (sv) og forfatteren Anderz Harning (sv), hun blev født 1973 i Göteborg, Sverige,  og flyttede i 1982 til Nivå, Danmark. Boel Harning har tre sønner.